# Farrea weltneri
Farrea weltneri är en svampdjursart som beskrevs av Topsent 1901. Farrea weltneri ingår i släktet Farrea och familjen Farreidae. Inga underarter finns listade i Catalogue of Life.